# Afonia
L'afonia (del grec a-, "sense"; i phonos, "so") és un terme mèdic que s'utilitza per referir-se a la incapacitat de parlar. L'afonia és més severa i clínicament més rellevant que la disfonia, ja que, representa la incapacitat de parlar. Els responsables del so de la veu són els plecs vocals. Els plecs vocals vibren per l'acció del pas de l'aire que ve dels pulmons i produeixen el so de la veu. El so que produeixen les cordes vocals és enviat a través de la gola, el nas i la boca, donant lloc a un so més ric enharmònics.

## Etiologia

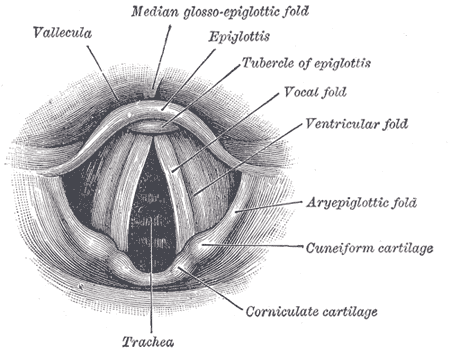
Representació dels plecs vocals que produeixen el so de la veu

L'afonia pot desencadenar-se a causa de diferents factors:
Orgànics (o físics)són els més freqüents, es produeixen per una infecció vírica o bacteriana que provoca una irritació de la laringe (laringitis) i epiglotis (epiglotitis). Aquest símptoma també es pot produir a causa de la inflamació o irritació de la mucosa en gent fumadora o la sobrecàrrega de veu o cridar. La inhalació d'aire contaminat, extremadament fred o calent, també pot provocar l'aparició de l'afonia.
Psicològicsels nervis, l'estrès, el temor alguna cosa, etc.

## Classificació
L'afonia es pot classificar en afonia orgànica, funcional, traumàtiques, audiògenes i psicògenes.

### Afonia orgànica
Es produeixen a causa de lesions anatòmiques als òrgans de la fonació. Aquesta fa referència aquells pacients en els quals es presenta afonia a causa de la ruptura del nervi que controla quasi tots els músculs de la laringe. L'alteració d'aquest nervi es pot produir a conseqüència d'un tumor o una cirurgia. Per exemple, de tiroides. Altres causes orgàniques poden ser, inflamació, edemes, infeccions, malalties de l'aparell respiratori, etc.

### Afonia funcional
També, coneguda amb el nom de psicogènica, es manifesta en persones amb problemes psicològics. El tractament consisteix en el suport psicològic i el consell d'una foniatra. Per exemple, disfonia obsessiva, histèrica, fonofòbia, espàstica, etc.

### Afonia traumàtica
Aquestes són provocades per factors externs o internes. Pel que fa als factors externs es podria parlar de lesions per objectes punxants, accidents de trànsit, entre d'altres. Referent als factors interns: Intubació orotraqueal (IOT), entre d'altres.

### Afonia audiògena
Fa referència a la pèrdua total de la veu a conseqüència d'alteracions i dèficits auditius.